# Triângulo (jiu-jitsu)
Triângulo (em japonês:  sankaku-juji-jime) é um tipo de estrangulamento comum no jiu-jitsu feito com as pernas e o auxílio do braço do próprio adversário.

## Métodos

### Primeiro método (guarda fechada)
1. Estando em posição de guarda, costas no chão e pernas cruzadas na cintura do oponente sentado no chão.
2. Segurar firme um dos braços do oponente, trazendo-o de encontro ao seu peito.
3. Abrir a guarda e colocar a perna oposta ao braço, na nuca do oponente. Se pegou o braço direito, colocar a perna direita, se pegou o esquerdo colocar a perna esquerda.
4. Pode ajudar com a mão a trazer a perna para cima da nuca do oponente.
5. A outra perna servirá para fechar o triângulo.
6. Puxar a cabeça do adversário para baixo e o braço para o lado oposto enquanto levanta o quadril ajuda a concluir o estrangulamento com mais eficácia. Pode-se também entrelaçar os dedos e puxar a cabeça do adversário pela nuca, levantando-se ao mesmo tempo o quadril.

### Segundo método (guarda aranha)
1. Mantenha o adversário na guarda-aranha, ou guarda-de-cintura, ou mista (um pé fica na cintura empurrando e o outro vai até o bíceps) segurando bem firme as mãos (a pegada não é no punho, é no kimono)
2. Abaixe uma das mãos e passe a perna por cima do ombro que você abaixou.
3. O adversário resistirá e não deixará você fechar o triângulo facilmente. Feche-o com auxilio da mão
4. Passe o braço do adversário para junto de seu pescoço, a fim de que ajude no estrangulamento
5. Finalize. Há duas opções para finalizar: Abaixe a cabeça do adversário e eleve seu quadril ou faça pressão com a coxa. Para isso, segure seu próprio pé para dar mais apoio, aponte sua bunda para o lado em que você está segurando seu pé. Sua coxa exercerá forte pressão no pescoço do oponente. Sua mão pode ajudar essa pressão, empurrando sua coxa mais ainda.

Para quem não sabe o que é Guarda Aranha, essa foto mostra: 
Basta manter a pegada na manga firme, e pressionar fortemente os bíceps do adversário.